# Pandilleros
«Pandilleros» es una canción del grupo de rock español Dinamita pa' los Pollos, editada en 1989.

## Descripción
Posiblemente el mayor éxito de la banda, se trata de un tema de ritmo rápido, con influencias de rockabilly y country rock, bailable y con una letra desenfadada, que evoca el Viejo Oeste, con alusiones a botas de montar y coches modelo Cadillac.